# غافين تورك
غافين تورك (بالإنجليزية: Gavin Turk)‏ فنان من المملكة المتحدة، ولد عام 1967. وقد اعتبر أحد أهم الفنانين البريطانيين الشباب.

## حياته وأعماله
ولد غافين تورك في سري، جيلفورد عام 1967. درس في الكلية الملكية للفنون في لندن. عام 1991، رفض المدرسون منحه الدرجة النهائية بسبب عرضه الذي سمي "الكهف"، والذي تكون من ستديو مدهون باللون الأبيض، ولوحة زرقاء واحدة فقط. (من النوع الذي يوجد في المباني التاريخية)، كتذكار لوجوده الخاص كنحات، وكان المقصود أن تعني "غافين تورك عمل هنا (1989-1991). تسبب هذا العمل بسمعة سيئة فورياً لتورك، غير أن تشارلز ساتشي كان قد أعماله. ثم قام بأعمال لاحقة كانت موضع تساؤل وشُكك في قيمة وسلامة هويته الفنية.
غالباً ما احتوت القطع الفنية التي أنتجها تورك على صورته الشخصية متنكراً في زي الشخصية الشهيرة. فقد كان يلقي بنفسه في سلسلة من المنحوتات ذات الأحجام المماثلة للوضع الطبيعي كالأبطال الرومانسيين، كجان بول مارا والثوري تشي جيفارا.
أما منحوتة «البابا» التي صنعها من الشمع فقد كانت تمثالاً لتورك نفسه مرتدياً معطفاً أبيض اللون وبنطال أسود، شاهراً مسدساً. وقد طاف هذه العمل كل من لندن وبرلين ونيويورك كجزء من معرض «إحساس» الفني عام 1997، وحيث أن المعرض خصص حيزاً لرسوم آندي وارهول لإلفيس بريسلي، فقد صوّر تورك نفسه كراعي بقر شبيه بإلفيس.
أنتج تورك قطعاً فنية لكل من جاك لوي دافيد وإيفس كلاين ومارسيل دوتشامب ورينيه ماغريت وآندي وارهول وجاسبر جونز.
تمتاز أعمال تورك بالغموض. فما كان يبدو للبعض ككيس قمامة بلاستيكي، بدا بالنسبة له كتمثال برونزي. يتجلى الغموض في أعمال «كالهائم (الأحمر)» (2003)، الذي بدا كالكيس النائم، لكنه كان قطعة من البرونز، وفي «صندوق» (2002) الذي يبدو كقطعة من الورق المقوى، لكنها من البرونز
هذا واكتشف أن مجموعة من الصور الكلاسيكية التي تمثل تشي غيفارا بالقلنسوة هي في الأصل صور لتورك نفسه. زعم تورك أن إدارة مشروع قبة الألفية في لندن قد رفضت عرض تمثال تشي غيفارا الذي صنعه خوفاً من إغضاب الطرف الراعي لتصنيع القبة (ماكروني)، في حين أشارت مجلة الفنون الشهرية إلى أن ثمة رسم كاركاتيري للسياسي اليساري رالف ستيدمان كان يعرض في القبة في ذلك الوقت.
شارك تورك في معارض جماعية منها معرض إسطنبول الذي يعقد كل عامين (1999)، معرض "مدينة القرن" لندن (2001)، معرض ريمكس: الفن المعاصر والبوب" في ليفربول (2002)، ومعرض "حياة البابا: الفن في العالم المادي" (2009). ومن المعارض الشخصية: معرض جنوب لندن (1998)، ومعرض مركز الفن المعاصر في جنيف (2000)، ومعرض الفن الجديد في مدينة والسول في إنجلترا (2002)، ومعرض ومنتزه منحوتات مركز الفن الحديث في سالزبورغ (2003)، إضافة إلى معارض في غراتس في ألمانيا (2006)، ولاهاي (2007) وغرونوبل (2007) وبازل (2008). كما شارك في فعاليات تعليمية مثل "قصة تشي غيفارا"(2001).
عام 2007، شرع تورك بإنجاز مشروع مع شريكته ديبورا كورتس، كان الثنائي يرغبان في تأسيس فرقة من الفنانين «بيت الحكايا» والذي يهدف إلى إنتاج المزيد من المشاريع التعليمية التي يدعمها المجتمع، إضافة إلى دعم الفن. قام «بيت الحكايا» بجولة في أنحاء البلاد حيث ابتدأ من معرض الخيول المتنقل الذي أقام مهرجانه الأول في معهد الفنون والأفكار عام 2008.

## الملاحظات والمراجع
1. 1 2   https://www.workwithdata.com/person/gavin-turk-1967. اطلع عليه بتاريخ 2024-12-10. {{استشهاد ويب}}: |url= بحاجة لعنوان (مساعدة) والوسيط |title= غير موجود أو فارغ (من ويكي بيانات) (مساعدة)
2. ↑  Jean-Pierre Delarge (2001). Le Delarge (بالفرنسية). Paris: Gründ, Jean-Pierre Delarge. ISBN:978-2-7000-3055-6. LCCN:2001377249. OCLC:301671921. OL:12518095M. QID:Q20056651.
3. 1 2 3  أرشيف الفنون الجميلة، QID:Q10855166
4. 1 2  تيت مودرن (متحف). (2009). 'Pop Life: Art in a Material World' Retrieved 14 August 2012. نسخة محفوظة 03 أغسطس 2012 على موقع واي باك مشين.
5. ↑  Saatchi Gallery. "Saatchi Gallery". مؤرشف من الأصل في 2019-12-10. اطلع عليه بتاريخ 2012-04-12.
6. ↑  Content no longer available - Victoria and Albert Museum نسخة محفوظة 05 فبراير 2012 على موقع واي باك مشين.
7. ↑  Jones, Jonathan. (22 January 2001). 'Glad to be Che', The Guardian. Retrieved 16 January 2010. نسخة محفوظة 17 مارس 2011 على موقع واي باك مشين.
8. ↑  'The House of Fairy Tales website'. Retrieved 16 January 2010. نسخة محفوظة 28 يوليو 2011 على موقع واي باك مشين.

## روابط خارجية
- غافين تورك على موقع ميوزك برينز (الإنجليزية)
- الموقع الرسمي لغافين تورك
- الموقع الرسمي لبيت الحكايا
- قصاصات من مقابلات مع ديفيد باريت
- غافين تورك في موقع Sculpture.org.uk
- BAe/ماركوني وقبة الألفية
- فيديو لحوار مع غافين تورك
- غافين تورك يتحدث لموقع "www.theartnewspaper.tv" عن «أرنب وبطة في فرنزي» عام 2009
- غافن الترك في لقاء مع BBC4، مناقشة حول تأثير ساتشي تشارلز على عالم الفن الحديث